# 양주 회암사지 당간지주
양주 회암사지 당간지주는 대한민국 경기도 양주시 회암동, 회암사지에 있는 당간지주이다. 1986년 4월 15일 양주시의 향토유적 제13호로 지정되었다.

## 개요
회암사지 당간지주는 현 위치에서 좌측으로 15m 거리에 있는 담장 지대석 밑에 쓰러져 매몰되어 있던 것을 1981년에 발굴하여 복원한 것이다. 원위치는 정확하게 알 수 없는데, 아마도 회암사 경내로 들어가는 입구에 자리하였을 것이라 추정된다. 당간 지주는 2주가 세트를 이루어 하나로 구성되기 때문에 본래 2쌍으로 모두 4주였을 것으로 추정되지만, 1주는 전하지 않는다.

## 같이 보기
- 양주 회암사지